# Le Freak
Le Freak è il terzo singolo del gruppo musicale Chic, inciso nel 1978 per l'etichetta Atlantic Records.

## Composizione
Il brano venne composto la sera di Natale del 1977, quando Bernard Edwards e  Nile Rodgers, che avrebbero dovuto prendere parte alle registrazioni del nuovo album di Grace Jones, vennero invitati dalla cantante allo Studio 54 di Broadway. Dopo aver aspettato fuori dall'ingresso al freddo, scoprirono che il loro nome non appariva nella lista degli invitati e il buttafuori non li fece entrare. Particolarmente arrabbiati, i due musicisti tornarono a casa e scrissero in meno di venti minuti Le Freak. Il testo avrebbe dovuto contenere un rabbioso aaaaah fuck off! (traducibile in ma vaff*****o!), ma venne modificato in aaah freak out!. Se il riff su cui si basa la canzone nacque nel corso di quella jam session, solo successivamente venne sviluppato l'arrangiamento, imperniato sul vamp di basso di Bernard Edwards e sulle pennate di chitarra di Nile Rodgers, su cui si inserisce una progressione d'archi ascendente.

## Pubblicazione

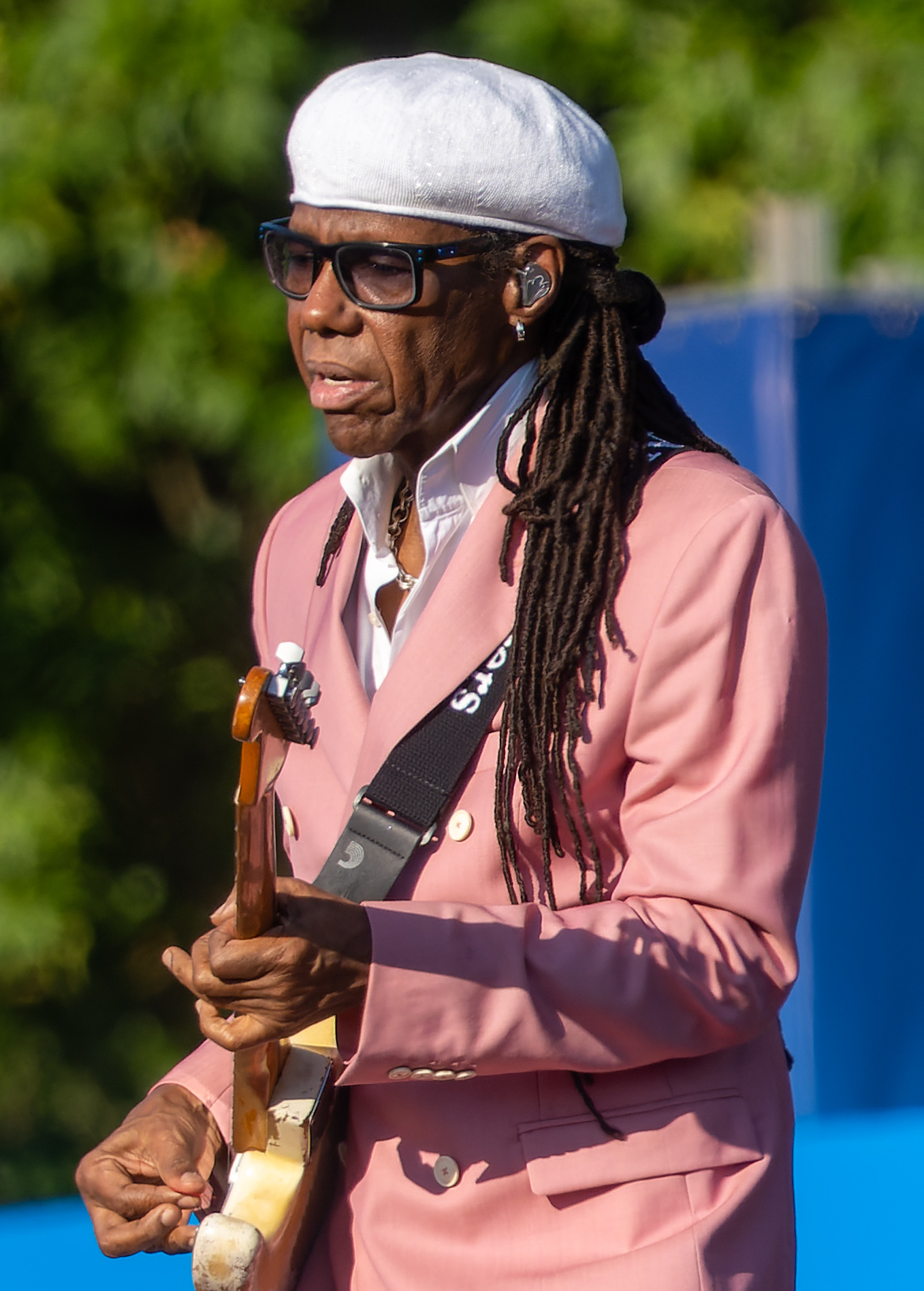
Nile Rodgers (2022)

Il singolo Le Freak uscì il 21 maggio del 1978 con il brano fusion Savoir Faire sul lato B. Le Freak è anche contenuta nell'album C'est Chic del 1978.
Nel 2024 il rapper canadese Bbno$ ha campionato la base per il suo singolo "lil' freak", dando nuova linfa alla canzone.

## Accoglienza
Le Freak è il brano di maggior successo degli Chic. Fu il primo brano del gruppo ad arrivare in vetta alla Billboard Hot 100, rimanendovi per sei settimane consecutive e vendette sei milioni di copie. Le Freak ottenne un ottimo successo anche in Europa, dove raggiunse le parti alte delle classifiche di Svizzera, Regno Unito, Austria, Italia, Francia, Paesi Bassi, Svezia e Norvegia. La canzone è stata piazzata alla posizione numero 19 della classifica stilata dalla rivista statunitense Billboard All Time Top 100.
All'epoca della sua pubblicazione, il brano fu il maggior successo commerciale mai ottenuto dalla Atlantic e dal gruppo Warner Music, fino al 1990, anno in cui il record fu battuto da Vogue di Madonna. Il successo del brano trascinò le vendite anche dell'album C'est Chic, in cui il singolo era incluso.

## Classifiche

### Classifiche settimanali
| Classifica (1978/79)     | Posizione massima |
| ------------------------ | ----------------- |
| Australia                | 1                 |
| Austria                  | 6                 |
| Belgio (Fiandre)         | 2                 |
| Canada                   | 1                 |
| Francia                  | 2                 |
| Germania                 | 5                 |
| Italia                   | 2                 |
| Norvegia                 | 9                 |
| Nuova Zelanda            | 1                 |
| Paesi Bassi              | 5                 |
| Regno Unito              | 7                 |
| Stati Uniti              | 1                 |
| Stati Uniti (dance club) | 1                 |
| Stati Uniti (R&B)        | 1                 |
| Sudafrica                | 1                 |
| Svezia                   | 6                 |
| Svizzera                 | 2                 |

### Classifiche di fine anno
| Classifica (1979) | Posizione |
| ----------------- | --------- |
| Australia         | 8         |
| Belgio (Fiandre)  | 18        |
| Canada            | 42        |
| Francia           | 17        |
| Germania          | 25        |
| Italia            | 14        |
| Nuova Zelanda     | 8         |
| Paesi Bassi       | 25        |
| Stati Uniti       | 3         |
| Sudafrica         | 8         |
| Svizzera          | 17        |

### Classifiche di fine decennio
| Classifica (1970-79) | Posizione |
| -------------------- | --------- |
| Stati Uniti          | 3         |